# Nora Jane Struthers
Nora Jane Struthers (11 de noviembre de 1983) es una cantautora con sede en Nashville, Tennessee, que es notable por sus interpretaciones de Americana (música) y de rock de raíces.

## Educación y comienzos
Struthers nació en Fairfax, Virginia, Estados Unidos, seis meses antes de que su familia se mudara a Avon, Connecticut. Cuando Struthers tenía cuatro años de edad, la familia se trasladó de nuevo a Ridgewood, Nueva Jersey. Ella creció cantando y tocando música con su padre, Alan Struthers, un músico de bluegrass. Struthers fue nombrada Nora por sus padres a partir de Nora Charles, un personaje de la novela de Dashiell Hammett , El Hombre Delgado, y Jane, por la escritora Jane Austen. Su familia la llamaba Jane, pero Nora fue utilizado para llamarla en el jardín de infancia.
Struthers fue diagnosticada de dislexia a la edad de cuatro años, cuando una especialista en lectura les dijo a sus padres que Nora Jane nunca iría a la universidad. Ella finalmente demostró que la especialista en lectura estaba equivocada siguiendo estudios de Educación en inglés y Estudios Africanos en la Escuela de Educación de la Universidad de Nueva York. Después de graduarse en el año 2005, Struthers trabajó como profesora en la Williamsburg Charter High School en Brooklyn, Nueva York, hasta el año 2008.

## Carrera
Struthers compartió espectáculos con su padre bajo el nombre Dirt Road Sweetheart y el dúo publicó un álbum titulado I Heard The Bluebirds Sing, el 11 de mayo de 2008. En 2008, Struthers dejó su trabajo como profesora y se trasladó a Nashville, Tennessee, para proseguir su carrera como música de tiempo completo. Pronto empieza a hacer giras con una banda de músicos bautizada The Bootleggers y finalmente ganó el prestigioso concurso Telluride Bluegrass Festival, en junio de 2010.
Struthers publica un álbum de debut como solista el 10 de julio de 2010, titulado Nora Jane Struthers, producido por Brent Truitt, que incluye destacados músicos establecidos, tales como el multinstrumentista Tim O'Brien y el violinista Stuart Duncan.
Struthers se unió al grupo acústico de Americana, Bearfoot en 2010, y el grupo lanzó el álbum American Story en 2011, que contó con seis canciones escritas o coescritas por Struthers. Una de ellas, "Tell Me a Story", se convirtió en un top-rated vídeo en la Country Music Television.
Struthers había escrito una colección de canciones para un álbum en solitario nuevo en 2012 y lanzó una campaña de Kickstarter que consiguió $22,000 en menos de cuatro semanas para ayudar financiarlo. Formó una banda de gira, que llamó The Party Line y publicó Carnaval de 14 pistas el 16 de abril de 2013, otra vez producido por Truitt.
Struthers y The Party Line hicieron casi 150 actuaciones en vivo por todo Estados Unidos en 2013. Struthers dijo que consiguió un sueño de infancia al actuar en el Saturday Night All Star Jam en el Grey Fox Bluegrass Festival en Oak Hill, New York ese año.
Struthers y The Party Line publicaron Country EP No. 1 en julio de 2014. Uno de los temas, un cover de The Everly Brothers "(Til) I Kissed You" fue incluido en la colección de Americana music llamada Native: Americana Spotlight, publicada el 9 de setiembre de 2014 en Tone Tree Music.
Struthers y The Party Line han grabado un nuevo álbum de estudio llamado Wake, que cuenta con 11 canciones originales lanzado en febrero de 2015.

## Recepción
El músico Tim O'Brien dijo que "los viejos tiempos de la música siguen aprendiendo a reinventarse a sí mismos en el poder de las manos de los jóvenes artistas como Nora Jane Struthers."
La National Public Radio (Estados Unidos) describe Struthers como "simplemente brillante", en el artículo titulado "El Año de la Mujer en la Música Country". Kim Ruehl escribió para NPR que Struthers tiene una "voz tan dulce como la madreselva."
Su álbum Wake fue comentado en un artículo en el que Stephen L. Betts escribió que "el alcance cada vez mayor de Nora Jane Struthers significa que la colocación de una fácil etiqueta en el género que ella representa mejor es virtualmente imposible." En un post de Amy Poehler del blog Smart Girls, Alexa Peters escribió que "Nora Jane es totalmente y de forma inequívoca ella misma, y quiere animarlos a hacer lo mismo."
En 2013 su álbum Carnaval, grabado con su banda de gira de The Party Line, pasó más de tres meses en el Top 20 de las listas de Americana de Radio y alcanzó su punto máximo en el N.º 7. Carnaval ocupó el puesto 24 en el 2013 Americana Airplay Top 100. En una crítica de Carnaval, el Tampa Bay Times escribió que Struthers dispone de "ricas narraciones, de buenas melodías y una moderna mezcla de lo tradicional, bluegrass, folk, country y rock de influencias" que la distingue de muchas inspiraciones contemporáneas de raíces. El Tampa Bay Times denominó a Carnaval "Americana gema," y escribió que "el álbum nunca se desvanece a través de 14 temas, un testamento a la composición y arreglos musicales."
El video de Struthers de la canción "Paseo en Bicicleta", del álbum Carnaval debutó en el N.º 1 de la Country Music Television Pure 12-Pack, en noviembre de 2013.

## Discografía
Álbumes de estudio
- I Heard The Bluebirds Sing, as Dirt Road Sweetheart, a duo with her father Alan Struthers (2008)
- Nora Jane Struthers (2010)
- Carnival (2013)
- Wake (2015)

EPs
- Country EP No. 1 (2014)